# Powerviolence
Le powerviolence (souvent écrit power violence) est un sous-genre musical dissonant de punk hardcore. Le style se rapproche du thrashcore.

## Histoire
Le terme est crédité par Matt Domino, guitariste du groupe Infest, en 1989. Le terme est pour la première fois mentionné dans la chanson Hispanic Small Man Power (H.S.M.P.) par le pionnier du genre Man Is the Bastard,. Le style émerge à la fin des années 1980 et se développe avec l'aide du groupe Infest, utilisant des éléments de punk hardcore de groupes comme Lärm et Siege. Ce microgenre se solidifie en un sous-genre au début des années 1990, avec des groupes comme Man Is the Bastard, Crossed Out, Despise You, Neanderthal, No Comment, et Capitalist Casualties. Les groupes de powerviolence s'inspirent de Siege, SSD, Deep Wound, Hirax, Impact Unit, Dirty Rotten Imbeciles, Negative FX et Corrosion of Conformity.
Le label Slap-a-Ham Records du chanteur et bassiste Chris Dodge du groupe Spazz s'implique particulièrement dans la popularisation du powerviolence, avec la sortie d'albums de Neanderthal, No Comment, Crossed Out, Infest, et de Spazz. La Fiesta Grande est un festival de powerviolence organisé par le label au 924 Gilman de 1993 à 2000,. Le label 625 Thrashcore du batteur Max Ward de Spazz lance lui aussi son propre festival similaire, Super Sabado Gigante. Bien que le powerviolence soit lié au thrashcore, le style se différencie des groupes de thrash metal.